# Pecetto di Valenza
Pecetto di Valenza (piemontesisch Apsèj) ist eine Gemeinde in der italienischen Provinz Alessandria (AL), Region Piemont.

## Lage und Einwohner
Die Gemeinde Pecetto di Valenza liegt 13 km nordöstlich von der Provinzhauptstadt Alessandria entfernt, zwischen den beiden Flüssen Po und Tanaro. Das Gemeindegebiet umfasst eine Fläche von 11 km² und hat 1164 (Stand 31. Dezember 2023) Einwohner.
Die Nachbargemeinden sind Alessandria, Bassignana, Montecastello, Pietra Marazzi und Valenza.

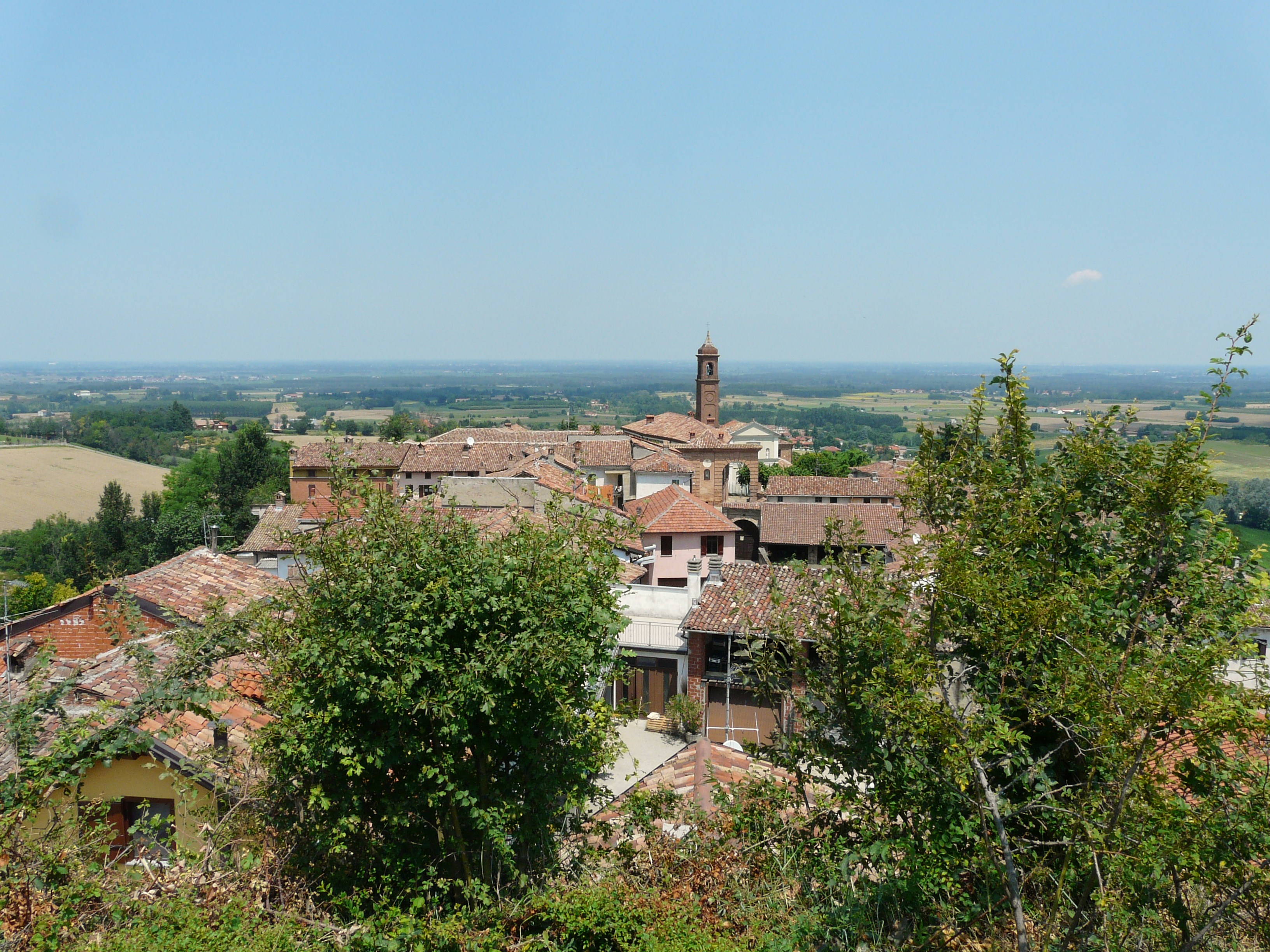
Ortsansicht von Pecetto di Valenza, Piemont

## Geschichte

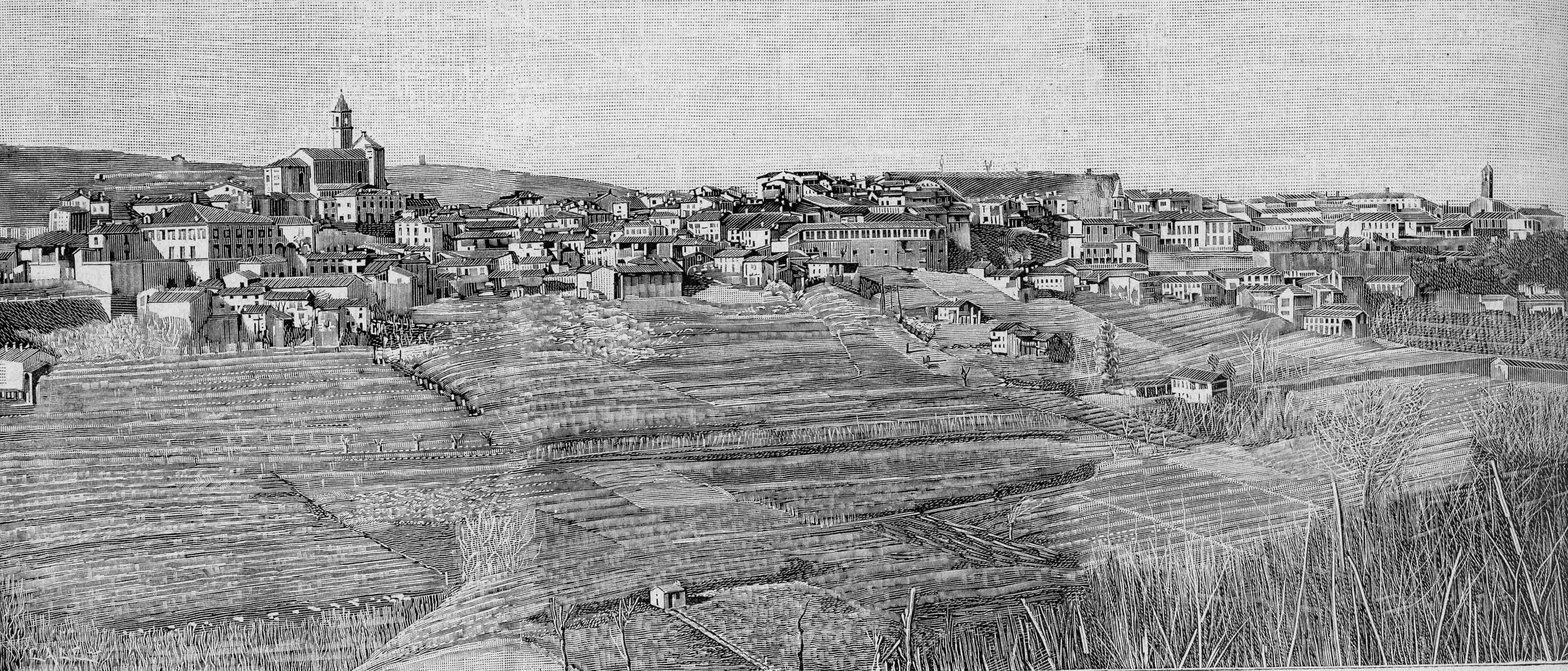
Pecetto di Valenza 1901

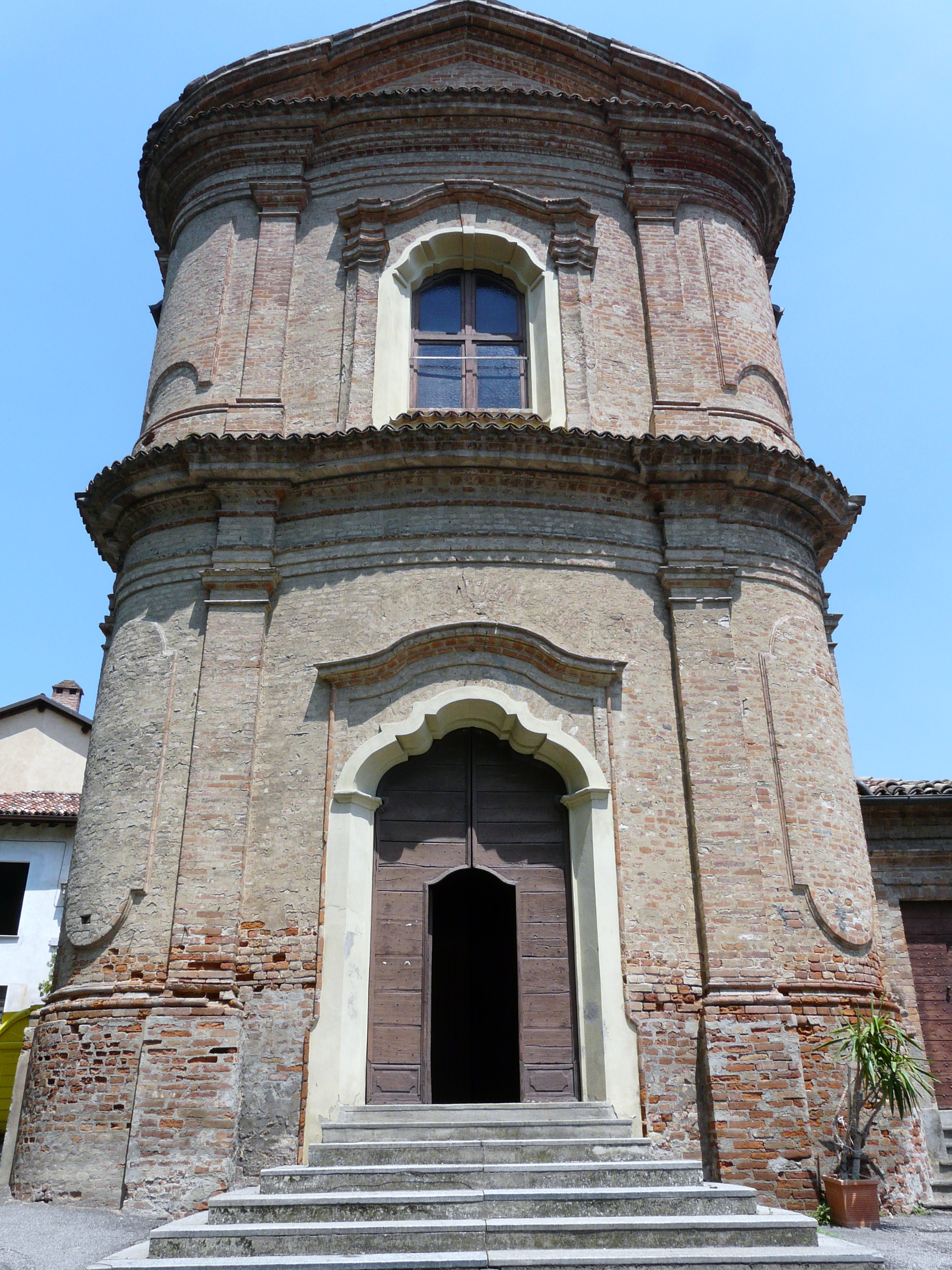
Dreifaltigkeitskirche

Aufgrund der Existenz der gleichnamigen Gemeinde in der Provinz Turin ist der Ortsname in der mittelalterlichen Dokumentation nicht leicht zu identifizieren. Allerdings sind die Formen von „Pecjedo“, „Peciedo“ und „Peceta“, die jeweils in den Jahren 897, 899 und 1181 bezeugt wurden, von gewisser Bedeutung. Der Determinant wurde hinzugefügt, um ihn von der gleichnamigen Bezeichnung zu unterscheiden. 
Seine Ursprünge reichen bis in die römische Zeit zurück, was durch die in der Umgebung der Siedlung gefundenen Mauerreste bestätigt wird, die einer römischen Villa von beträchtlicher Größe zugeschrieben werden, und durch das Pflaster einer Straße aus derselben Zeit. Über die unmittelbar folgenden Jahrhunderte gibt es nicht viele Nachrichten, während es aus der Zeit vor dem Jahr 1000 zahlreiche Hinweise auf eine Besetzung durch die Langobarden gibt. Anschließend gliederten die Aleramici es in die von ihnen selbst gegründete Markgrafschaft Monferrato ein und Kaiser Heinrich IV. schenkte es dem Bischof von Vercelli, der es den Markgrafen von Occimiano belehnte.
Im Jahr 1223 wurde es von Friedrich II. in einer Bulle erwähnt, mit der er Wilhelm von Monferrato Privilegien verlieh. Ab der Mitte des 13. Jahrhunderts kam es wie viele andere italienische Zentren zu heftigen Kämpfen zwischen Welfen und Ghibellinen. Die Monferratos, die es in Besitz nahmen, wurden durch die Viscontis stark behindert, Gönner der Ghibellinen, und von diesem Moment an ging sein Besitz abwechselnd bald in die Hände dieser Herrschaft, bald in die Hände jener Herrschaft über. Einige Bürger, von denen angenommen wurde, dass sie Anhänger der Viscontis waren, wurden aufgefordert, vor den Inquisitoren von Valenza zu erscheinen, und da sie nicht erschienen, wurden sie in Abwesenheit verurteilt. Mit Beginn des Spanischen Erbfolgekrieges wurde es der Grafschaft Pavia und dem Herzogtum Mailand angegliedert und war 1557 Schauplatz einer blutigen Schlacht, bei der die Burg zerstört wurde. Weitere harte Ereignisse prägten die Stadt bis zu den Jahren der Französischen Revolution, gefolgt von der Herrschaft der Österreich-Russen. Nach dem Wiener Kongress wurde es in die savoyischen Herrschaftsgebiete eingegliedert. 

## Sehenswürdigkeiten
- Die Pfarrkirche Santa Maria, ein Nationaldenkmal, das 1738 vom Architekten Gaetano Aquila aus Pavia im lombardischen Barockstil erbaut wurde.
- Die Certosa, erbaut im Renaissancestil von Gian Galeazzo Visconti.
- Die Kirche der Heiligen Dreifaltigkeit, die 1746 auf einem Vorgängerbau aus dem 14. Jahrhundert erbaut wurde. In ihrem Inneren können Sie die Fresken des Malers Patrone bewundern und die 1920 erbaute Höhle der Heiligen Jungfrau von Lourdes besichtigen.

## Kulinarische Spezialitäten
Bei Pecetto di Valenza werden Reben der Sorte Barbera zur Erzeugung des Barbera del Monferrato angebaut.

## Söhne und Töchter der Stadt
- Giuseppe Borsalino (1834–1900), Hutmacher